# Pozo de la Salud
A Pozo de la Salud (spanyol nevének jelentése: „az egészség kútja”; ismert még Pozo de Sabinosa néven is) a spanyolországi Kanári-szigetekhez tartozó El Hierro híres gyógyvízforrása.

## Története és leírása
A kút, amely köré egy fürdőkomplexum is felépült, a Kanári-szigetek legdélnyugatibb tagján, El Hierrón található, annak is a nyugati részének északi tengerpartja mellett. Közigazgatásilag La Frontera községhez tartozik, azon belül a legközelebbi település Sabinosa.
A kutat azért fúrták 1702 és 1704 között, mivel a szigeten mindig is hiány volt ivóvízből. Megépítése után lassacskán észrevették, hogy a kút vizének fogyasztása kedvez az egészségnek, ezért híre messze túljutott Hierrón: a 19. század végén például még Kubába és Puerto Ricóba is szállítottak a vízből palackozva. 1843-ban a Gran Canaria szigetéről érkező Vega Grande-i gróf Párizsba küldött vizsgálatra egy itteni vízmintát, és szintén 1843-tól kezdve González Serran gyógyszerészprofesszor is vizsgálta a vizet. Hamarosan a tenerifei orvos, Bartolomé Saurín gyógyvíznek nyilvánította, 1949-ben pedig hivatalosan is felvették a „Közhasznú Javak” listájára.
Látogatható a szabadtéren álló régi kút is, a mellette felépült, 1995-ben felavatott fürdőbe pedig főként emésztési, bőr- és reumatikus panaszokkal rendelkező emberek járnak gyógyulni.

## Képek

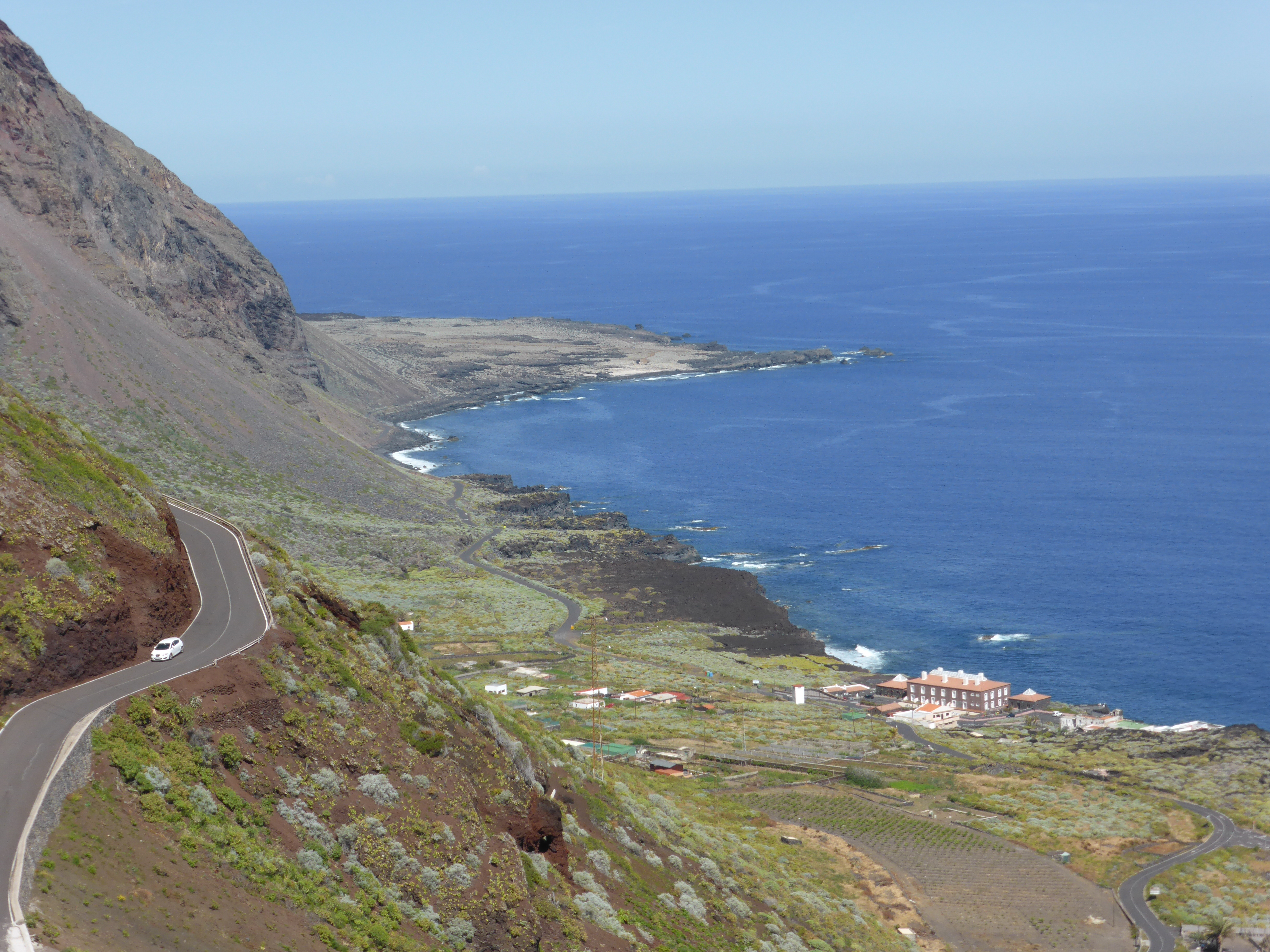
A kút köré épült gyógyfürdő és környezete
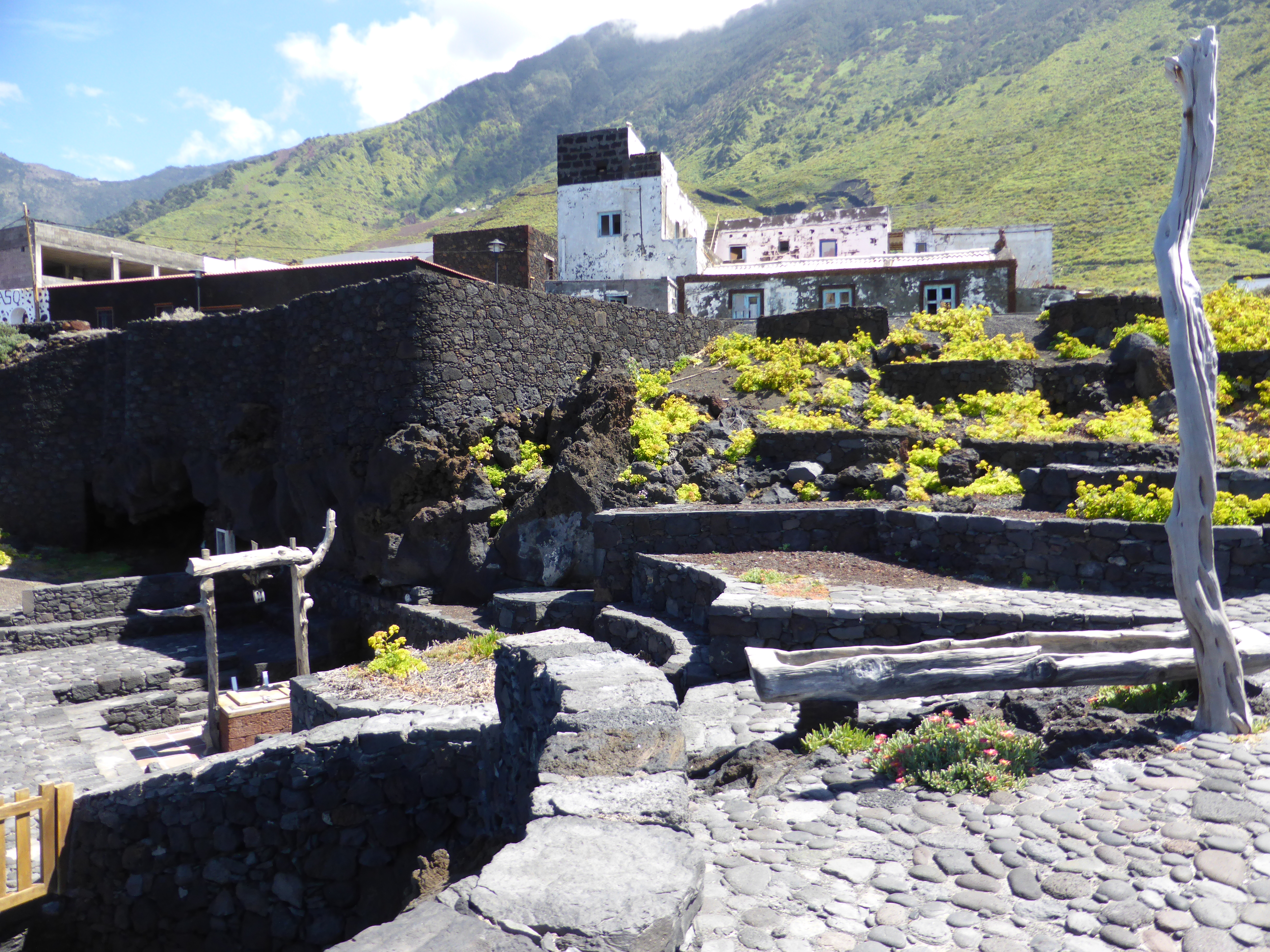
A kút és környezete közelebbről
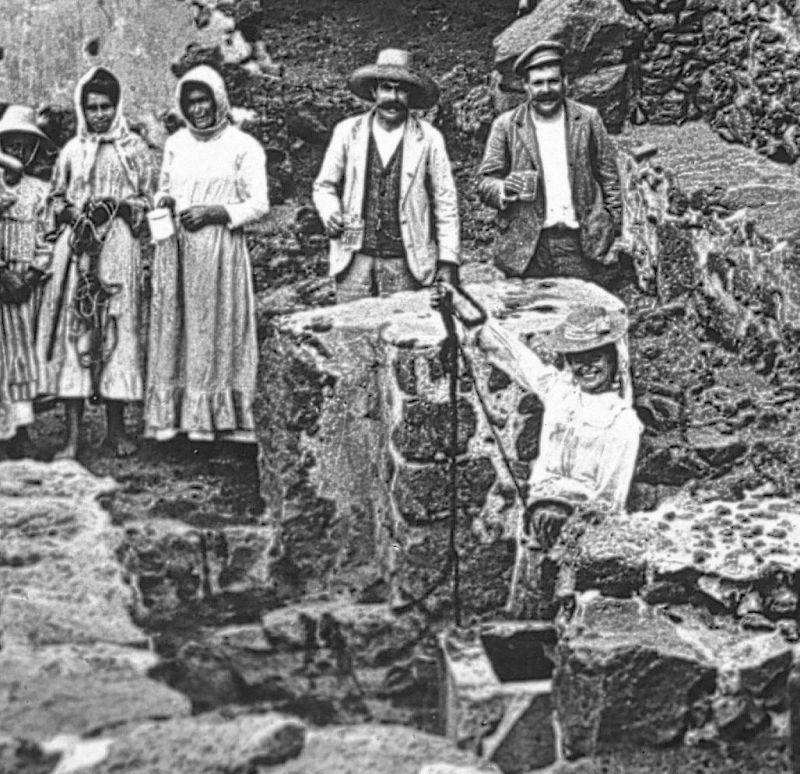
A kút az 1910-es évek elején
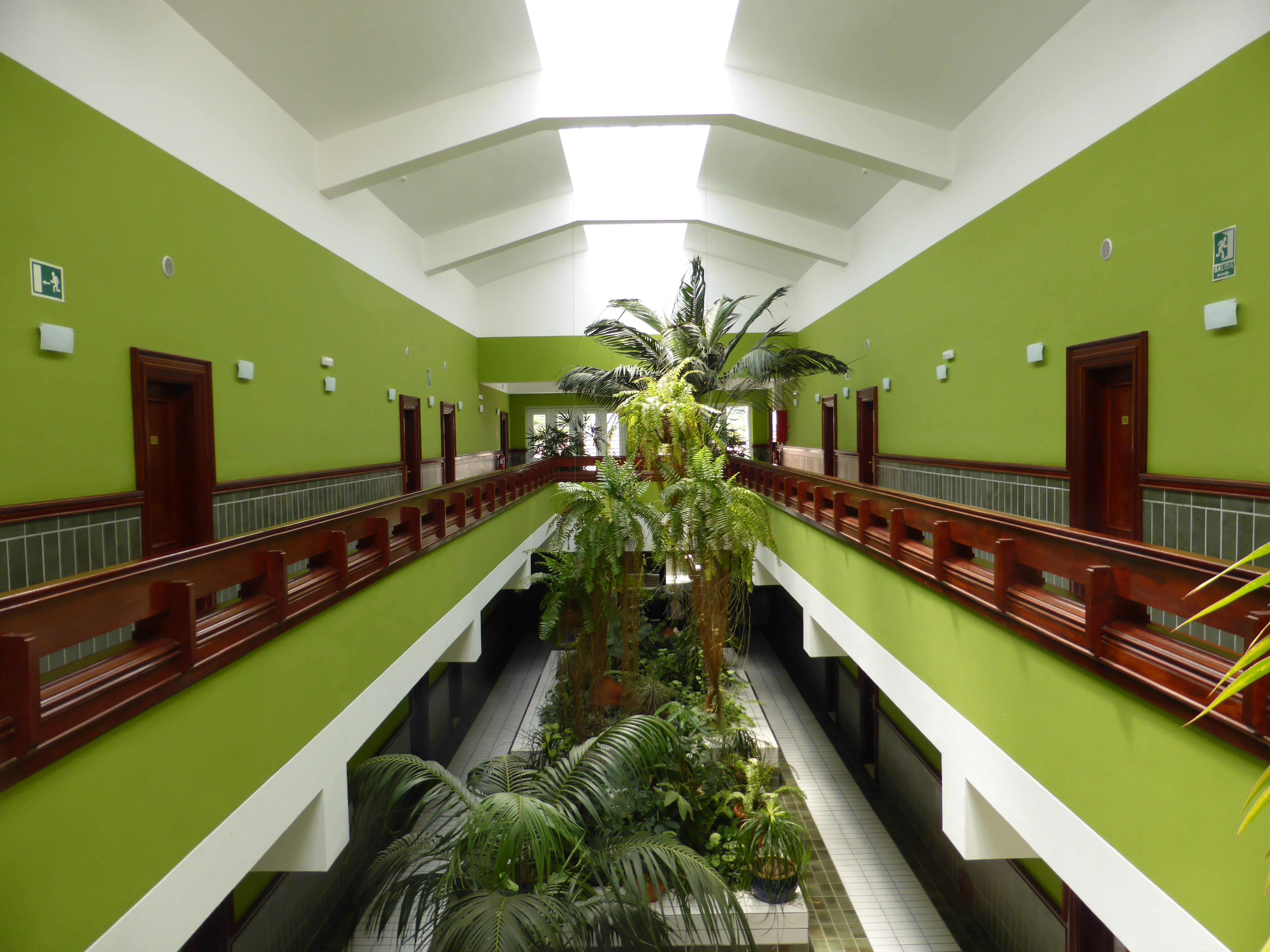
A fürdőépület belseje